# زردخانه
زردخانه یکی از روستاهای استان آذربایجان شرقی است که در دهستان ورگهان بخش مرکزی شهرستان اهر واقع شده‌است. که با روستاهای شیشه و کوسه آر وشیشه نام برد، تپه زردخانه  دارای ۹۵ سنگ قبری با قدمت ۵هزار ساله به دوره واشکانی می‌باشد  که در تاریخ سال۹۲در استان البرز به ثبت ملی رسید.نمونه سنگ در موزه تاریخی آذربایجان تبریز نگهداری می‌شود.این روستا ۱۰۵ نفر جمعیت دارد.